# Galium sinaicum
Galium sinaicum är en måreväxtart som först beskrevs av Alire Raffeneau Delile och Joseph Decaisne, och fick sitt nu gällande namn av Pierre Edmond Boissier. Galium sinaicum ingår i släktet måror, och familjen måreväxter. Inga underarter finns listade i Catalogue of Life.